# La Bataille des vins
La Bataille des vins (La Battaglia dei vini), noto anche come Dit des Vins de France, è un poema in 204 versi composto poco dopo il 1224 da Henri d'Andeli. Rappresenta un primo tentativo fatto nel Medioevo di classificazione dei vini e costituisce una preziosa testimonianza dei vigneti (francesi e mediterranei) noti del XIII secolo

## Giudizio
Il poema racconta la storia di una famosa degustazione di vini organizzata dal re di Francia Filippo Augusto che inviò da tutte le parti suoi messaggeri per raccogliere i migliori vini bianchi, al fine di stabilirne la gerarchia. Oltre 70 campioni provenienti dalla Francia e da tutta Europa, tra cui Cipro, Spagna e la regione della Mosella, furono degustati e giudicati da un sacerdote inglese, vestito con una stola, e il cui francese fortemente anglicizzato avrebbe dovuto produrre un effetto comico. Il sacerdote classificò i vini che degustava come Celebrati per quelli che gli piacevano o Scomunicati per quelli che non rispettavano i suoi standard. Vinse alla fine un vino dolce cipriota (ritenuto il Commandaria); subito dietro fu apprezzato un altro vino dolce, quello dell'Aquila negli Abruzzi, probabilmente il moscato.

### Vini apprezzati
- Angoulême
- Argenteuil
- Auxerre
- Beaune
- Béziers
- Bordeaux
- Buzançais
- Carcassonne
- Chablis
- Châteauroux
- Chauvigny
- Cipro
- Clermont
- Crouy
- Deuil
- Épernay
- Hautvillers
- Issoudun
- Jargeau
- Laon
- Lassay
- La Rochelle
- Marly (Grand Est)
- Montmorillon
- Montmorency
- Montrichard
- Moissac
- Montpellier
- Narbonne
- Nevers
- Orchaise
- Orléans
- Pierrefitte
- Poitiers
- Saint-Bris
- Saint-Pourçain
- Saint-Jean-d'Angély
- Saintes
- Saint-Émilion
- Saint-Yon
- Samois
- Sancerre
- Savigny
- Sézanne
- Soissons
- Taillebourg
- Tonnerre
- Trilbardou
- Vermenton
- Vézelay

### Vini esclusi
- Argences
- Beauvais
- Châlons-en-Champagne
- Chambilly
- Étampes
- Le Mans
- Rennes